# 富永 (名古屋市)
富永（とみなが）は、愛知県名古屋市中川区にある町名。現行行政地名は富永一丁目から富永四丁目と富田町大字富永（字大儘外）。住居表示未実施。

## 地理
名古屋市中川区の南西部に位置し、西は福島、北は水里、東と南は港区西福田に接する。

## 歴史
海東郡富永村を前身とする。

### 町名の由来
当地が富永氏の所有田であったことによるとみられる。

### 沿革
- 1889年（明治22年）10月1日 - 町村制施行・合併に伴い、海東郡豊治村大字富永となる[1]。
- 1906年（明治39年）7月1日 - 合併に伴い、富田村大字富永となる[1]。
- 1944年（昭和19年）2月11日 - 町制施行に伴い、富田町大字富永となる[1]。
- 1955年（昭和30年）10月1日 - 名古屋市中川区へ編入し、同区富田町大字富永となる[1]。
- 1968年（昭和43年）6月13日 - 港区南陽町大字西福田との間で境界を変更[1]。
- 1981年（昭和56年）10月1日 - 一部が水里一丁目となる[1]。
- 1982年（昭和57年）
  - 6月26日 - 一部が福島一丁目となる[1]。
  - 10月9日 - 戸田川部分を除いて富永一～四丁目・水里一～五丁目・港区南陽町大字西福田となり廃止[1][3]。

#### 富永
- 1982年（昭和57年）10月9日 - 富田町大字富永および港区南陽町大字西福田の各一部より富永一・四丁目が、富田町大字富永の一部より富永二～三丁目が成立[1]。

## 世帯数と人口
2019年（平成31年）2月1日現在の世帯数と人口は以下の通りである。
| 丁目       | 世帯数  | 人口  |
| ---------- | ------- | ----- |
| 富永一丁目 | 22世帯  | 33人  |
| 富永二丁目 | 154世帯 | 419人 |
| 富永三丁目 | 73世帯  | 178人 |
| 富永四丁目 | 71世帯  | 102人 |
| 計         | 320世帯 | 732人 |

### 人口の変遷
国勢調査による人口の推移。
| 1995年（平成7年）  | 699人 |  |  |
| 2000年（平成12年） | 663人 |  |  |
| 2005年（平成17年） | 778人 |  |  |
| 2010年（平成22年） | 853人 |  |  |
| 2015年（平成27年） | 802人 |  |  |

### 世帯数の変遷
国勢調査による世帯数の推移。
| 1995年（平成7年）  | 186世帯 |  |  |
| 2000年（平成12年） | 181世帯 |  |  |
| 2005年（平成17年） | 198世帯 |  |  |
| 2010年（平成22年） | 225世帯 |  |  |
| 2015年（平成27年） | 218世帯 |  |  |

## 学区
市立小・中学校に通う場合、学校等は以下の通りとなる。また、公立高等学校に通う場合の学区は以下の通りとなる。
| 丁目       | 番・番地等 | 小学校               | 中学校                 | 高等学校 |
| ---------- | ---------- | -------------------- | ---------------------- | -------- |
| 富永一丁目 | 全域       | 名古屋市立豊治小学校 | 名古屋市立供米田中学校 | 尾張学区 |
| 富永二丁目 | 全域       | 名古屋市立豊治小学校 | 名古屋市立供米田中学校 | 尾張学区 |
| 富永三丁目 | 全域       | 名古屋市立豊治小学校 | 名古屋市立供米田中学校 | 尾張学区 |
| 富永四丁目 | 全域       | 名古屋市立豊治小学校 | 名古屋市立供米田中学校 | 尾張学区 |

## 交通
- 国道1号
- 愛知県道227号港中川線

## 施設
- 戸田川緑地（一部に富永が入っている）
- 即善寺
- 覚昭寺
- 秋葉神社
- 観音堂
- 名古屋ライトハウス戸田川グリーンヴィレッジ

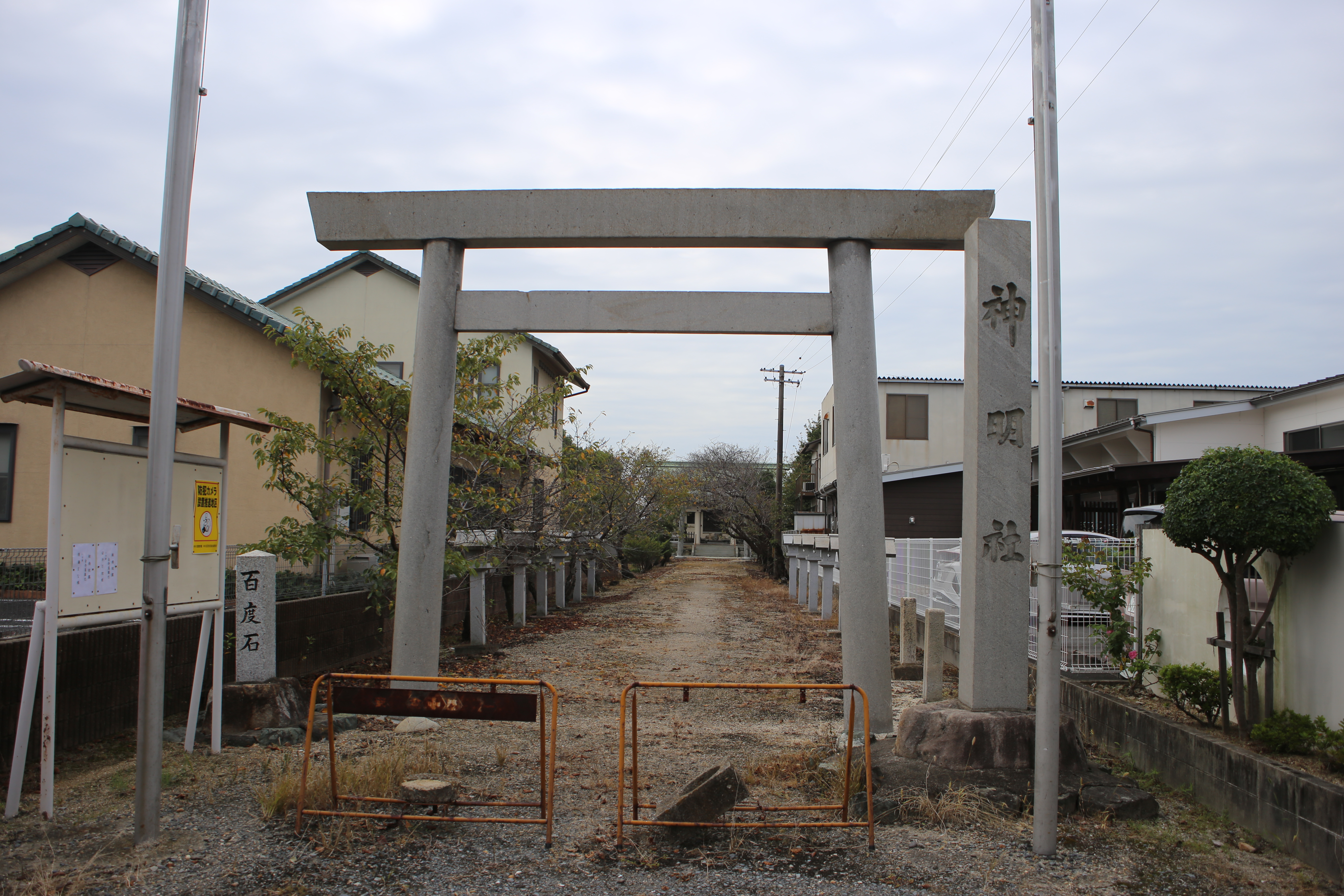
神明社
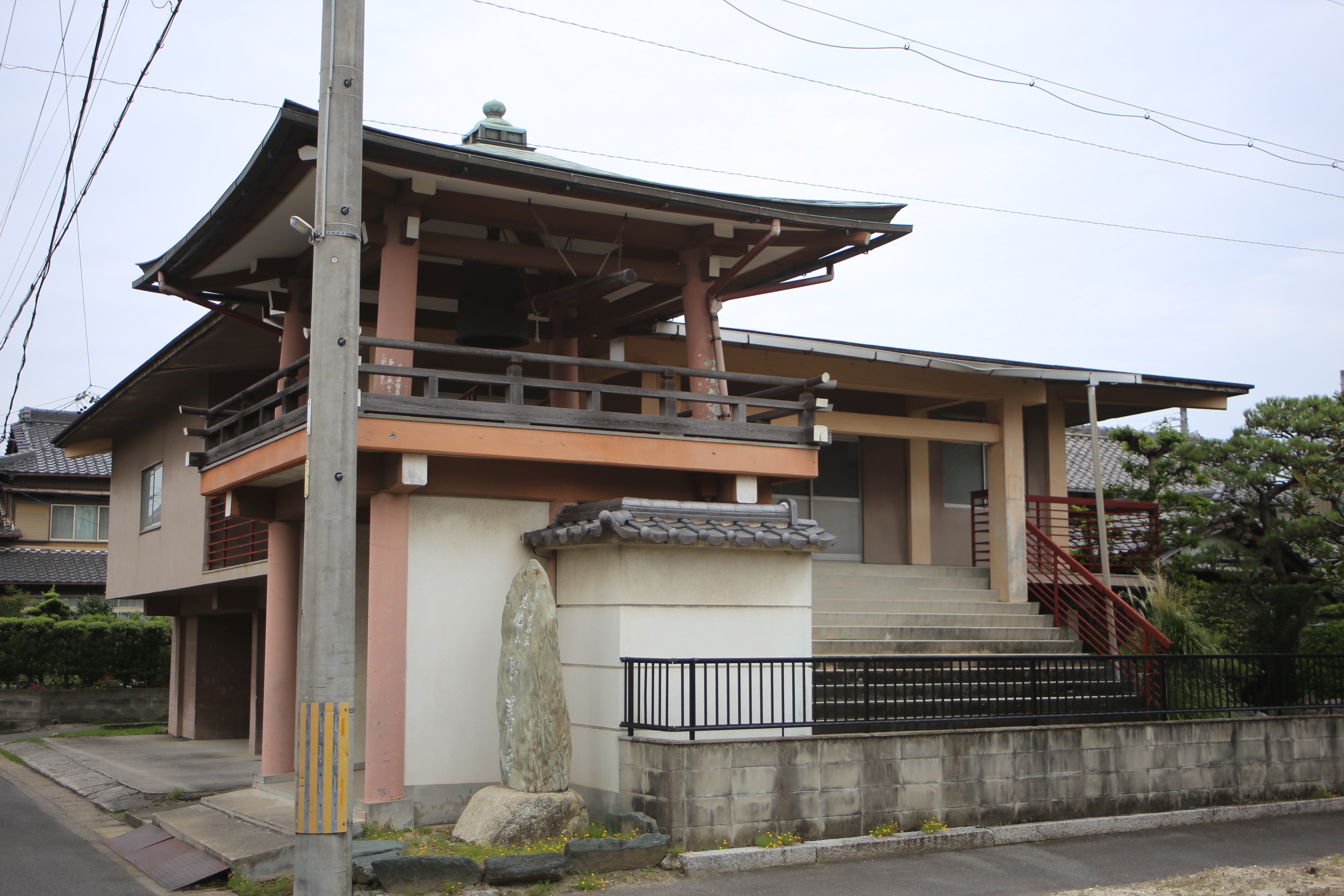
即善寺
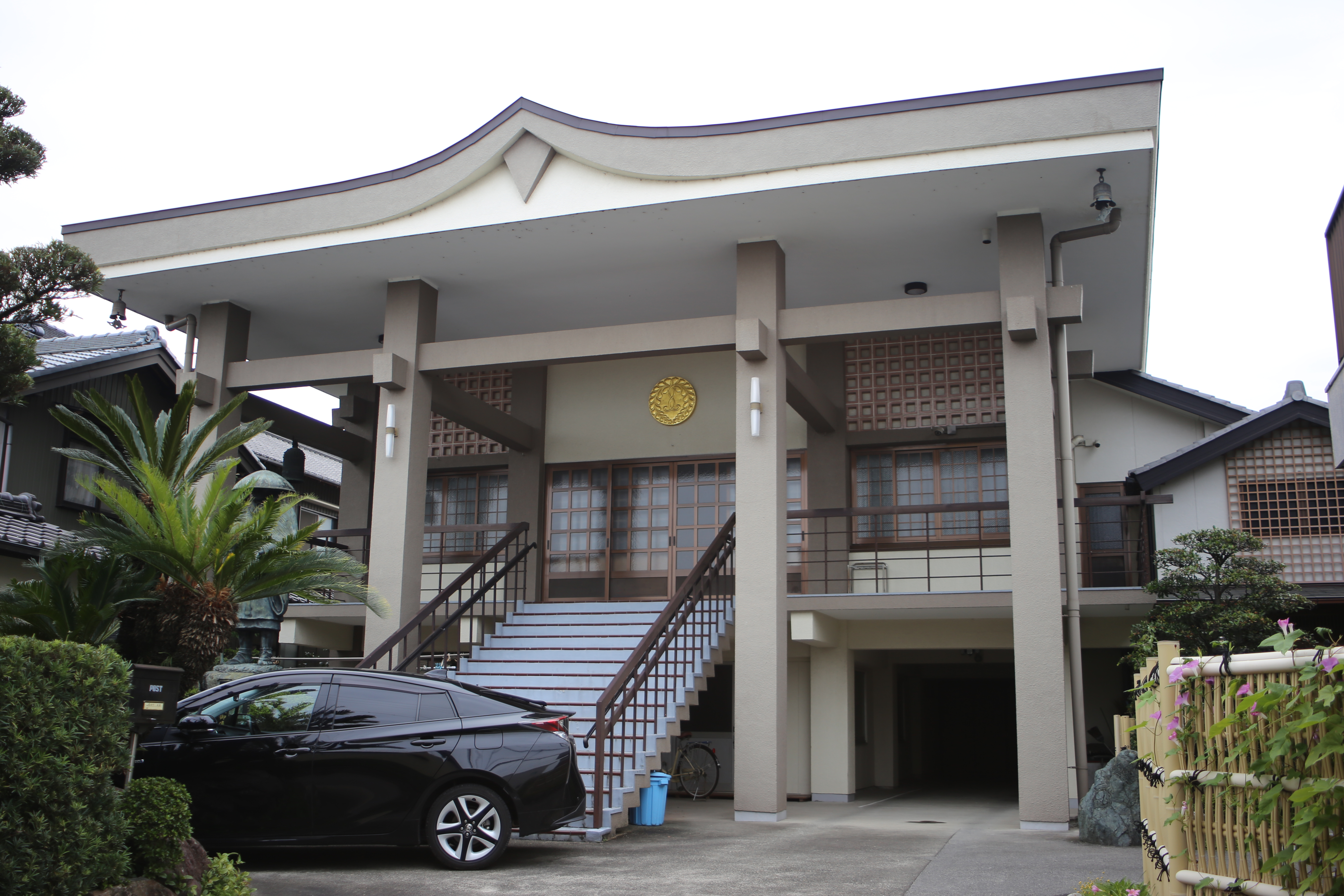
覚昭寺
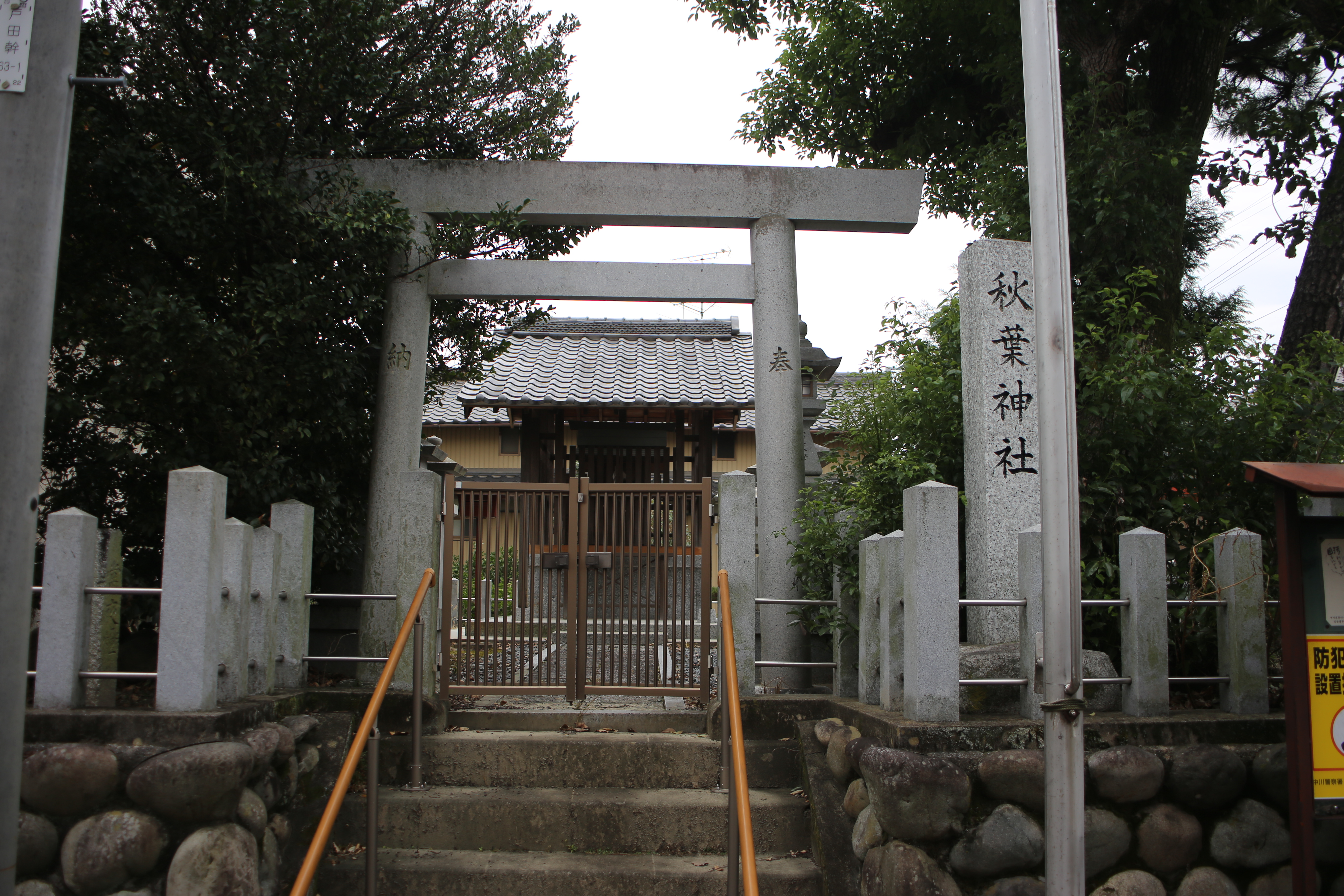
秋葉神社
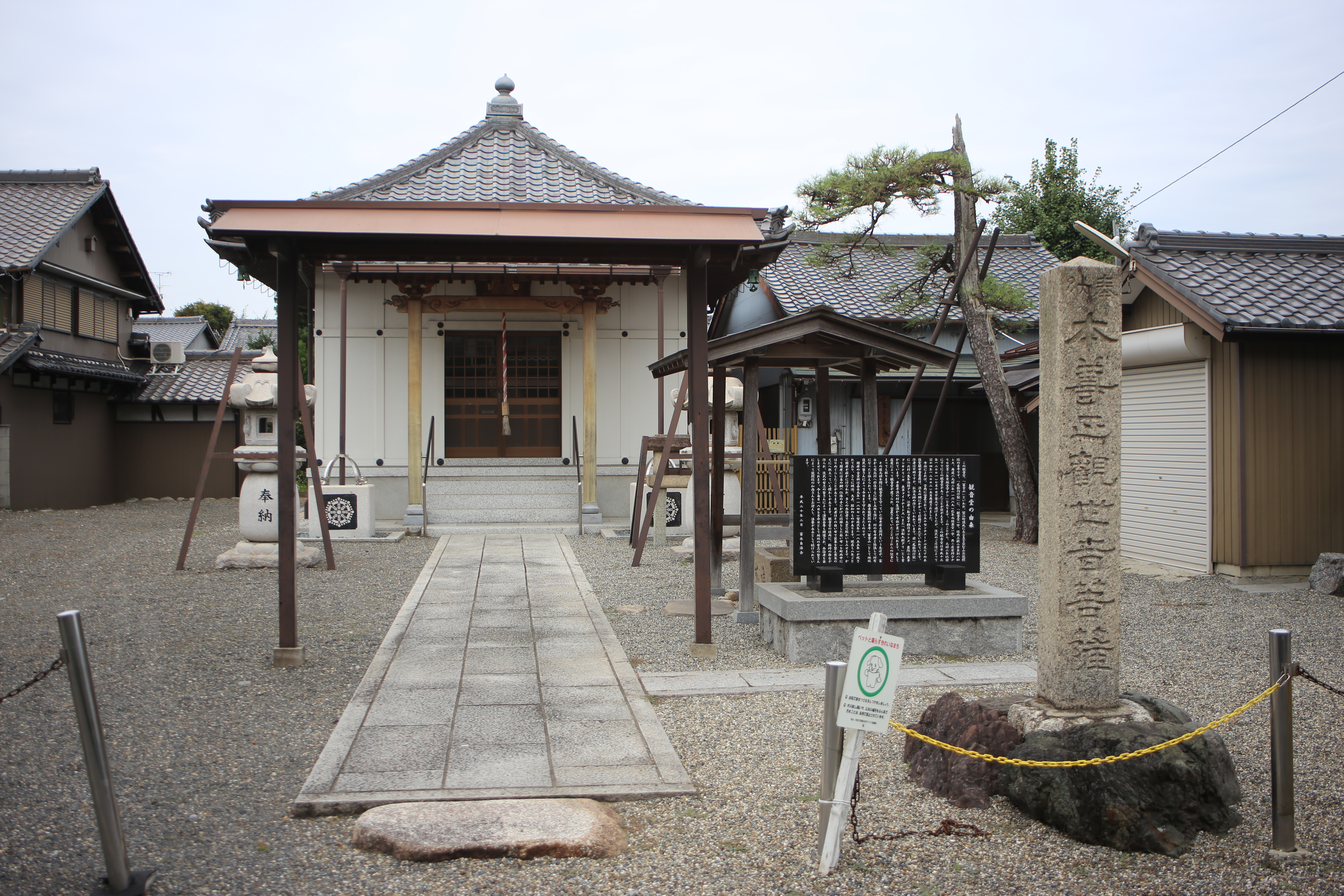
観音堂

## その他

### 日本郵便
- 郵便番号 : 454-0964[WEB 2]（集配局：中川郵便局[WEB 12]）。

### WEB
1. 1 2  “町・丁目(大字)別、年齢(10歳階級)別公簿人口(全市・区別)”.   名古屋市 (2019年2月20日). 2019年2月20日閲覧。
2. 1 2  “郵便番号”.  日本郵便. 2019年2月10日閲覧。
3. ↑  “市外局番の一覧”.   総務省. 2019年1月6日閲覧。
4. ↑  “中川区の町名一覧”.   名古屋市 (2015年10月21日). 2019年2月13日閲覧。
5. 1 2  総務省統計局 (2014年3月28日). “平成7年国勢調査の調査結果(e-Stat) - 男女別人口及び世帯数 －町丁・字等” (CSV). 2021年7月20日閲覧。
6. 1 2  総務省統計局 (2014年5月30日). “平成12年国勢調査の調査結果(e-Stat) - 男女別人口及び世帯数 －町丁・字等” (CSV). 2021年7月20日閲覧。
7. 1 2  総務省統計局 (2014年6月27日). “平成17年国勢調査の調査結果(e-Stat) - 男女別人口及び世帯数 －町丁・字等” (CSV). 2021年7月21日閲覧。
8. 1 2  総務省統計局 (2012年1月20日). “平成22年国勢調査の調査結果(e-Stat) - 男女別人口及び世帯数 －町丁・字等” (CSV). 2021年7月21日閲覧。
9. 1 2  総務省統計局 (2017年1月27日). “平成27年国勢調査の調査結果(e-Stat) - 男女別人口及び世帯数 －町丁・字等” (CSV). 2021年7月21日閲覧。
10. ↑  “市立小・中学校の通学区域一覧”.   名古屋市 (2018年11月10日). 2019年1月14日閲覧。
11. ↑  “平成29年度以降の愛知県公立高等学校（全日制課程）入学者選抜における通学区域並びに群及びグループ分け案について”.   愛知県教育委員会 (2015年2月16日). 2019年1月14日閲覧。
12. ↑  郵便番号簿 平成29年度版 - 日本郵便. 2019年02月10日閲覧 (PDF)

### 書籍
1. 1 2 3 4 5 6 7 8 9 10  名古屋市計画局 1992, p. 832.
2. ↑  名古屋市計画局 1992, p. 479.
3. ↑  名古屋市計画局 1992, p. 845.